# Thors (Aube)
Thors ist eine französische Gemeinde mit 68 Einwohnern (Stand: 1. Januar 2022) im Département Aube in der Region Grand Est. Sie gehört zum Arrondissement Bar-sur-Aube und zum gleichnamigen Kanton Bar-sur-Aube. 

## Lage
Sie ist umgeben von folgenden Nachbargemeinden:
|                       | Thil                                        | Beurville |
| Fresnay               | Kompassrose, die auf Nachbargemeinden zeigt |           |
| Maisons-lès-Soulaines |                                             | Saulcy    |

## Bevölkerungsentwicklung
| Jahr                      | 1962 | 1968 | 1975 | 1982 | 1990 | 1999 | 2008 | 2016 |
| ------------------------- | ---- | ---- | ---- | ---- | ---- | ---- | ---- | ---- |
| Einwohner                 | 100  | 103  | 81   | 64   | 78   | 98   | 77   | 73   |
| Quelle: Cassini und INSEE |      |      |      |      |      |      |      |      |